# Mac Cuill
Nella mitologia irlandese Mac Cuill dei Túatha Dé Danann, era figlio di Cermait, figlio di Dagda.
Lui e suoi fratelli Mac Cecht e Mac Gréine uccisero Lúg come vendetta per loro padre. I tre fratelli divennero re supremi d'Irlanda, regnando a rotazione per un totale di 29 o 30 anni. Furono gli ultimi Túatha Dé Danann a regnare prima della conquista milesia dell'Irlanda. Mac Gréine prese il suo nome dal dio Coll, la Corylus avellana. Sua moglie era Banba.